# Parch (choroba roślin)

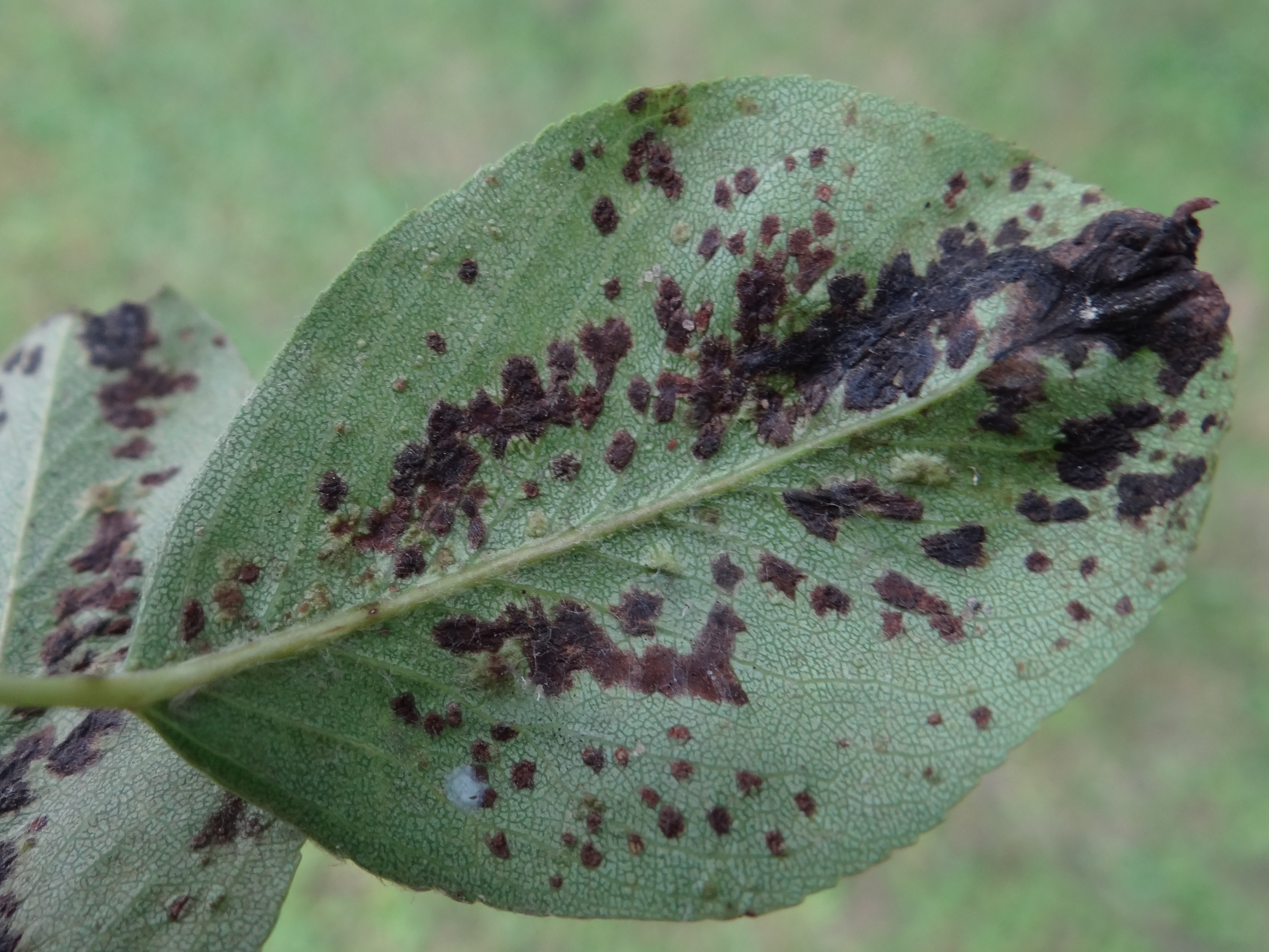
Parch na liściach gruszy

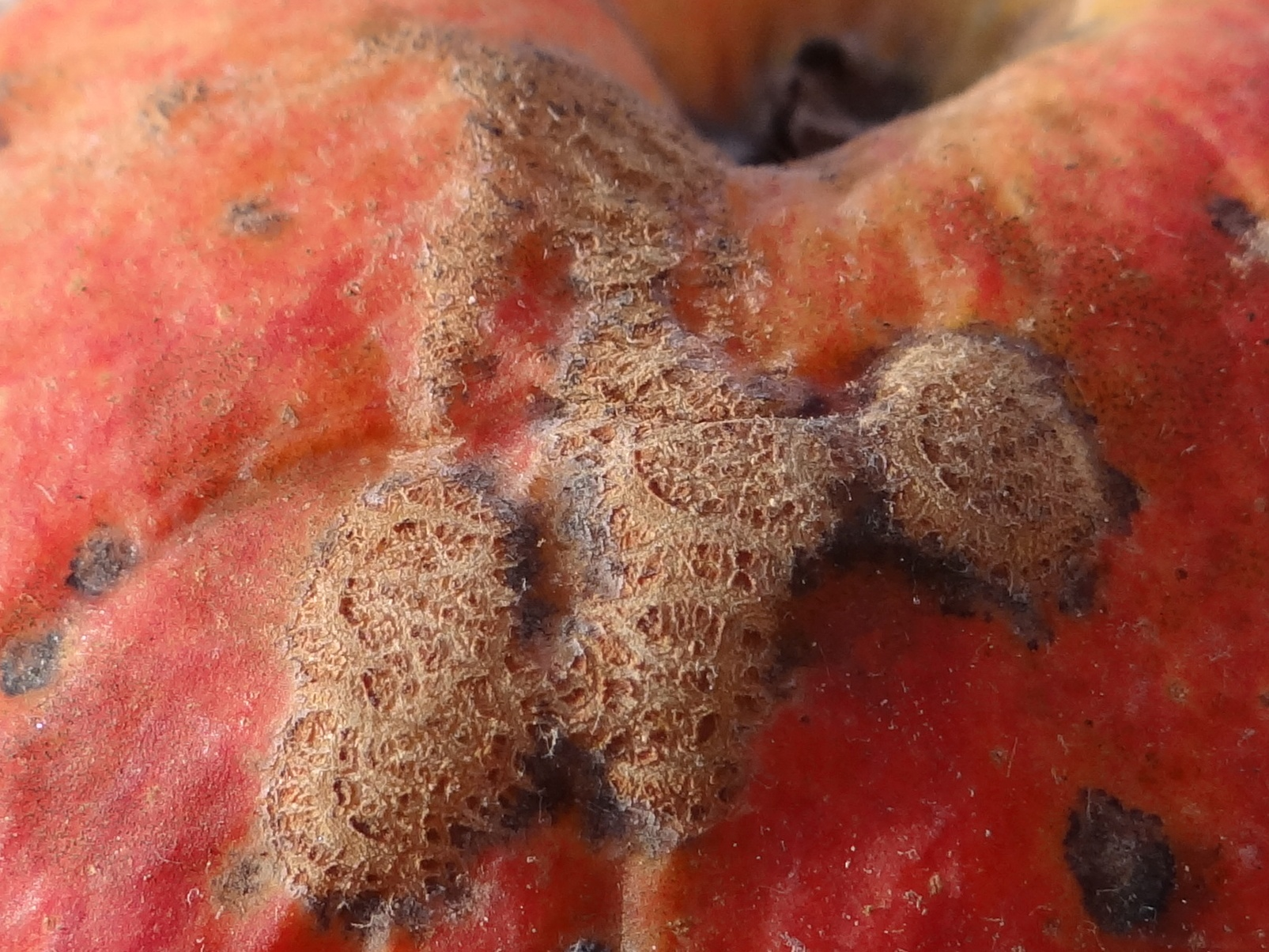
Skorkowacenia jabłka wywołane przez parch jabłoni

Parch – grupa chorób roślin wywołana przez organizmy należące do różnych grup taksonomicznych. Większość wywoływana jest przez grzyby workowe z klasy Dothideomycetes, ale niektóre także przez grzybopodobne lęgniowce, a nawet bakterie. Ich wspólną cechą jest wywoływanie na porażonych częściach roślin zniekształceń, skorkowaceń i ciemnych, często czarnych plam.
Do parchów porażających rośliny uprawne w Polsce należą (w nawiasie wywołujące je patogeny):
- parch brzoskwini (Venturia carpophila)
- parch czereśni (Venturia cerasi)
- parch dyniowatych (Cladosporium cucumerinum)
- parch gruszy (Venturia pyrina)
- parch jabłoni (Venturia inaequalis)
- parch prószysty ziemniaka (Spongospora subterranea)
- parch srebrzysty ziemniaka (Helminthosporium solani)
- parch topoli (Venturia maucularis, Venturia populina)
- parch wierzby wiciowej (Venturia chlorospora, Venturia saliciperda)
- parch zwykły buraka (Streptomyces scabies, Streptomyces acidiscabies)
- parch zwykły ziemniaka (Streptomyces scabies, Streptomyces acidiscabies)[1][2].